# الوین آستانوف
الوین آستانوف (ترکی آذربایجانی: Elvin Astanov؛ زادهٔ ۵ ژوئیهٔ ۱۹۷۹) ورزش‌کار پارالمپیک اهل جمهوری آذربایجان است.

## زندگی
الوین آستانوف در روز ۵ روئیه سال ۱۹۷۹ شهرستان کاپان، جمهوری شوروی سوسیالیستی ارمنستان سابق به دنیا آمد. بر آثار تصادف رانندگی در سال ۲۰۰۷ در شهرستان خیزی ستون مهره‌هایش شکست.

## ورزش
الوین آستانوف جمهوری آذربایجان را برای اولین بار در بازی‌های پارالمپیک تابستانی ۲۰۲۰ نمایندگی کرد. در ربافت‌ها طی این مسابقات در سن ۴۲ سالگی در تیراندازی بخش مردان موفق به کسب مدال طلا شد.

## جایزه
به دستور الهام علی‌اف، رئیس‌جمهور آذربایجان به تاریخ ۶ سپتامبر سال ۲۰۲۱، به الوین آستانوف در ازای دست‌آوردهای برجسته اش در بازی‌های پارالمپیک تابستانی ۲۰۲۰ و سهمش در پیشرفت ورزش آذربایجان نشان شهرت اعطا شد.